# Abdulgadži Barkalajev
Abdulgadži Barkalajev nebo Abdul Barkalaevi (16. prosinec 1953 – 3. srpna 2019 Machačkala) byl sovětský zápasník – judista a sambista dagestánské (avarské) národnosti. S judem začínal během studií v Tbilisi. V roce 1975 nahradil v sovětské reprezentaci Gurama Gogolauriho, ale v olympijském roce 1976 své postavení v reprezentaci neudržel. Na olympijské hry v Montrealu nebyl nominován. Později se vrátil do rodného Dagestánu, do Machačkaly. Po skončení sportovní kariéry na začátku osmdesátých let se věnoval trenérské práci.